# Allocosa marua
Allocosa marua là một loài nhện trong họ wolfspinnen (Lycosidae).
Loài này thuộc chi Allocosa. Allocosa marua được Carl Friedrich Roewer miêu tả năm 1959.